# La Malbaie (Percé)
Pour la ville située en Charlevoix, voir La Malbaie.
La Malbaie (déjà appelée baie des Morues) est une baie du golfe du Saint-Laurent située au nord de la ville de Percé, dans la région de la Gaspésie-Îles-de-la-Madeleine au Québec (Canada).

## Toponyme
Citant l'Itinéraire toponymique du Saint-Laurent, la Commission de toponymie du Québec reprend : « C'est Samuel de Champlain qui nomma cette baie du nom descriptif Male Baie, en 1608. C'est parce qu'il y trouva mauvais ancrage pour ses navires que le navigateur lui attribua ce nom. »
La Mémoire du Québec avance une autre genèse : « Samuel de Champlain et ses prédécesseurs l'appelaient baie des Morues ; l'usage du l au lieu du r dans la région transforma le nom en baie des Molues qui fut traduit Molues Bay par les Anglais, puis devint Malbaie pour les francophones ».
Dans une carte de 1687, on l'idenfifie comme étant la « Baye des Morües ».
Par contre, le nom de Malbaie apparaît sur une carte de Jacques L'Hermitte levée en 1724.
L'organisation municipale du territoire à l'ouest de la baie débute avec l'érection du Township de Malbay le 1er juillet 1845.

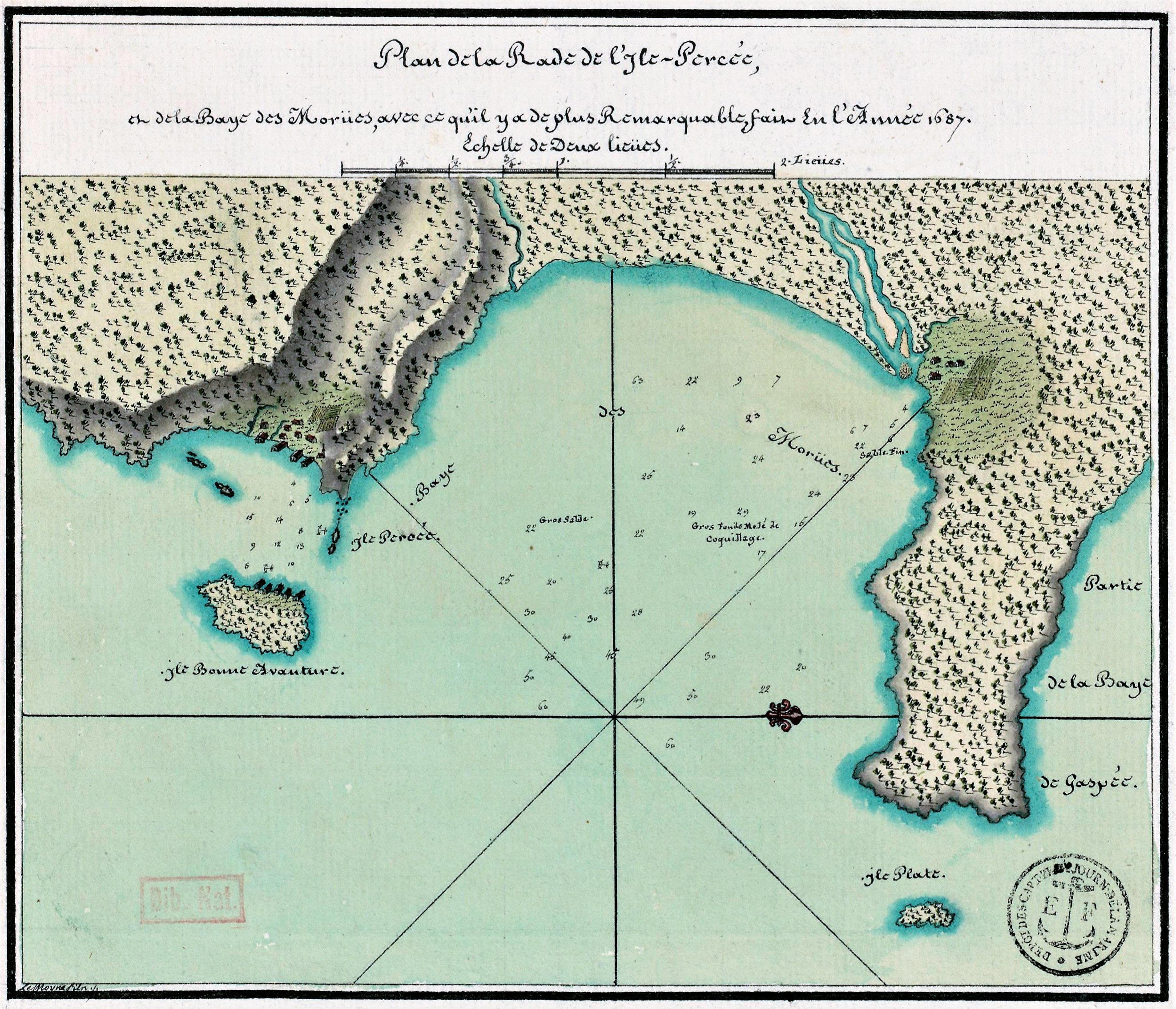
Plan de la rade de l'Isle Percée, 1687
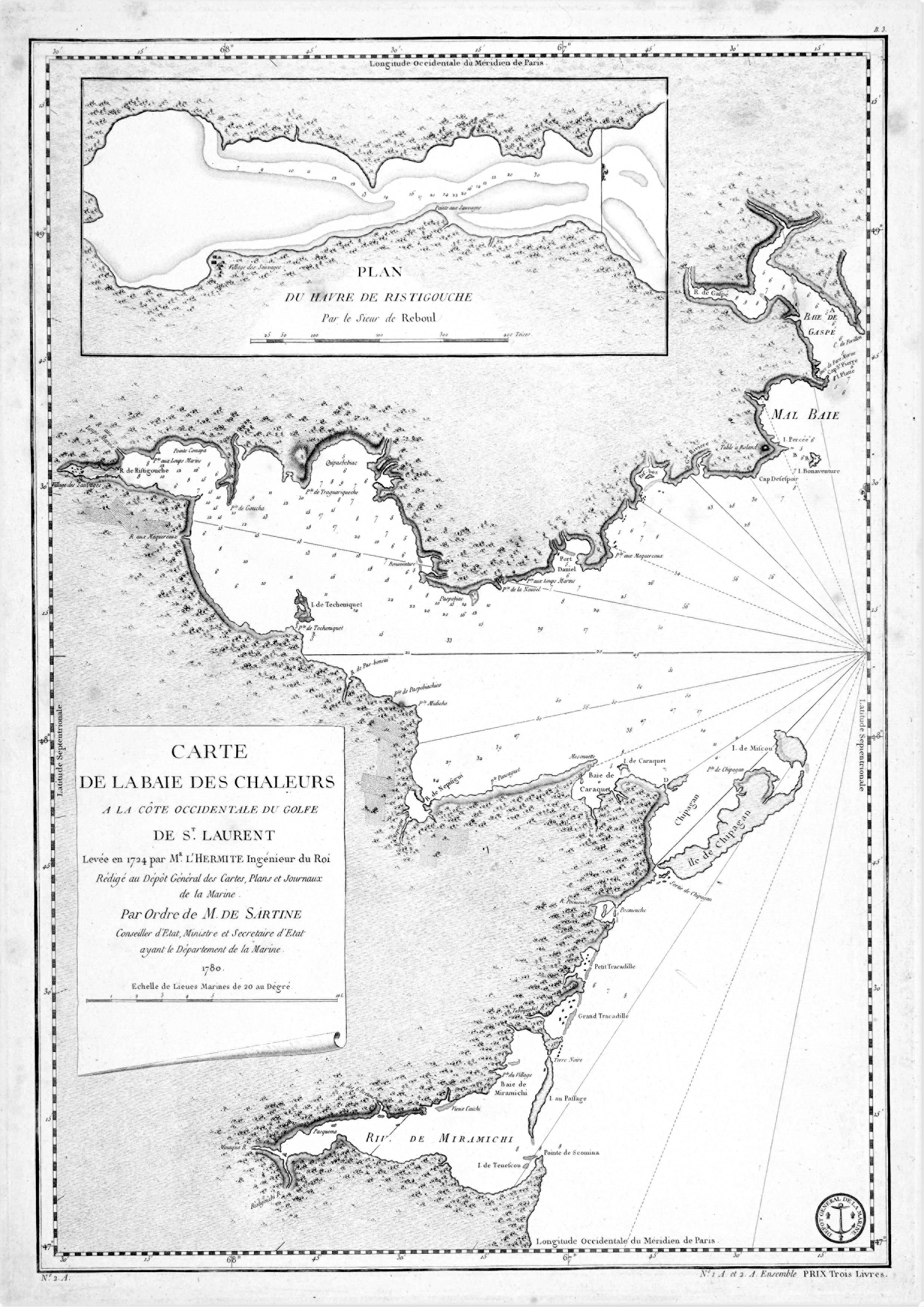
« Mal Baie » 1724, 1780
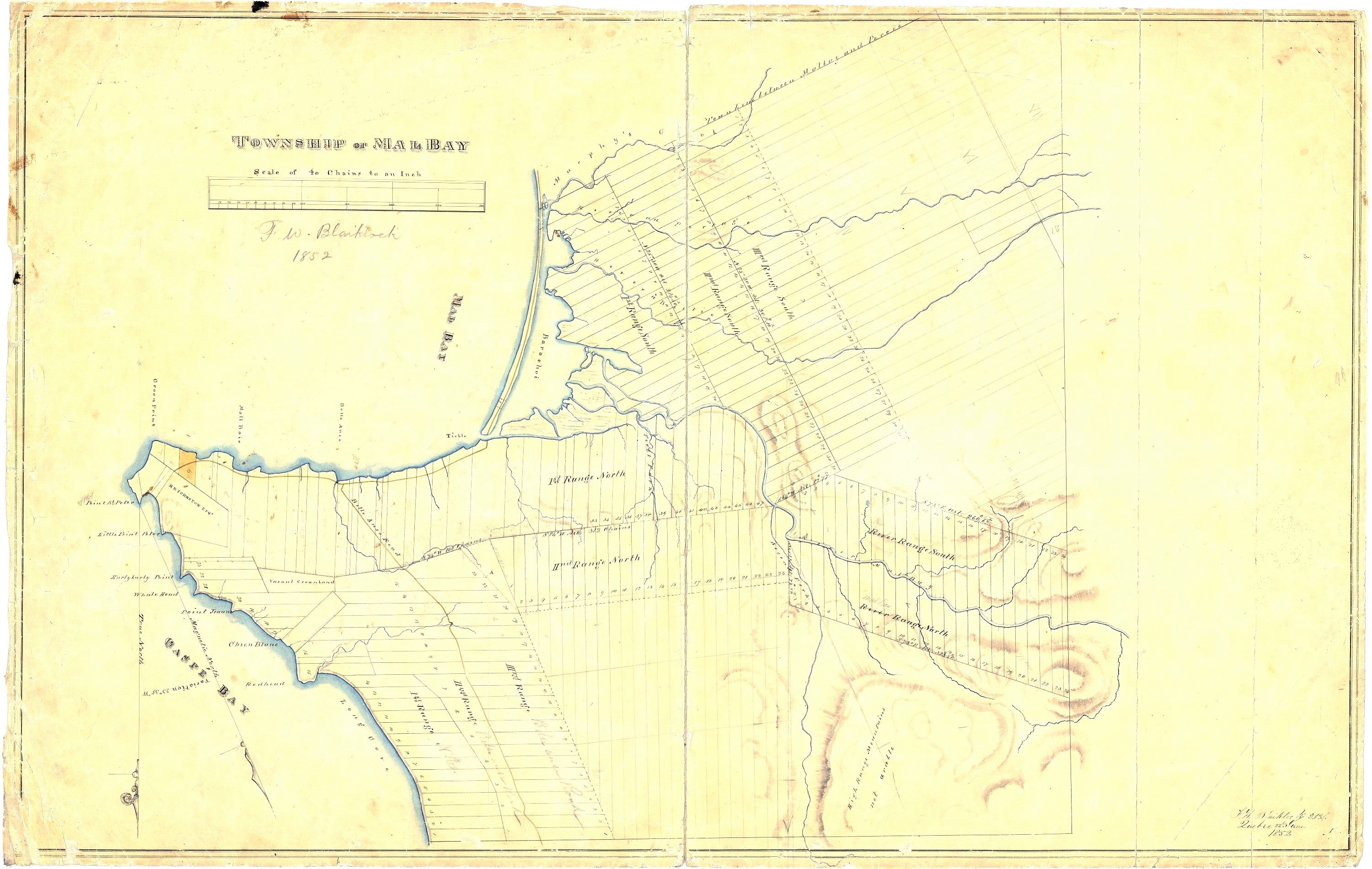
Township of Mal Bay, 1852

## Description
Entre la Pointe Saint-Pierre au nord et le Rocher Percé au sud, La Malbaie a une largeur de 10 km. Sa profondeur est d'environ 8 km.
Au fond de la baie, un banc de sable s'étend sur 5,8 km. Un goulet, par lequel l'eau de la mer entre à marée haute, se trouve au nord. À l'ouest de ce barrage naturel, une lagune reçoit les eaux de quatre rivières. Au Québec, ce type de lagune est appelé « barachois ».

## Barachois de Malbaie

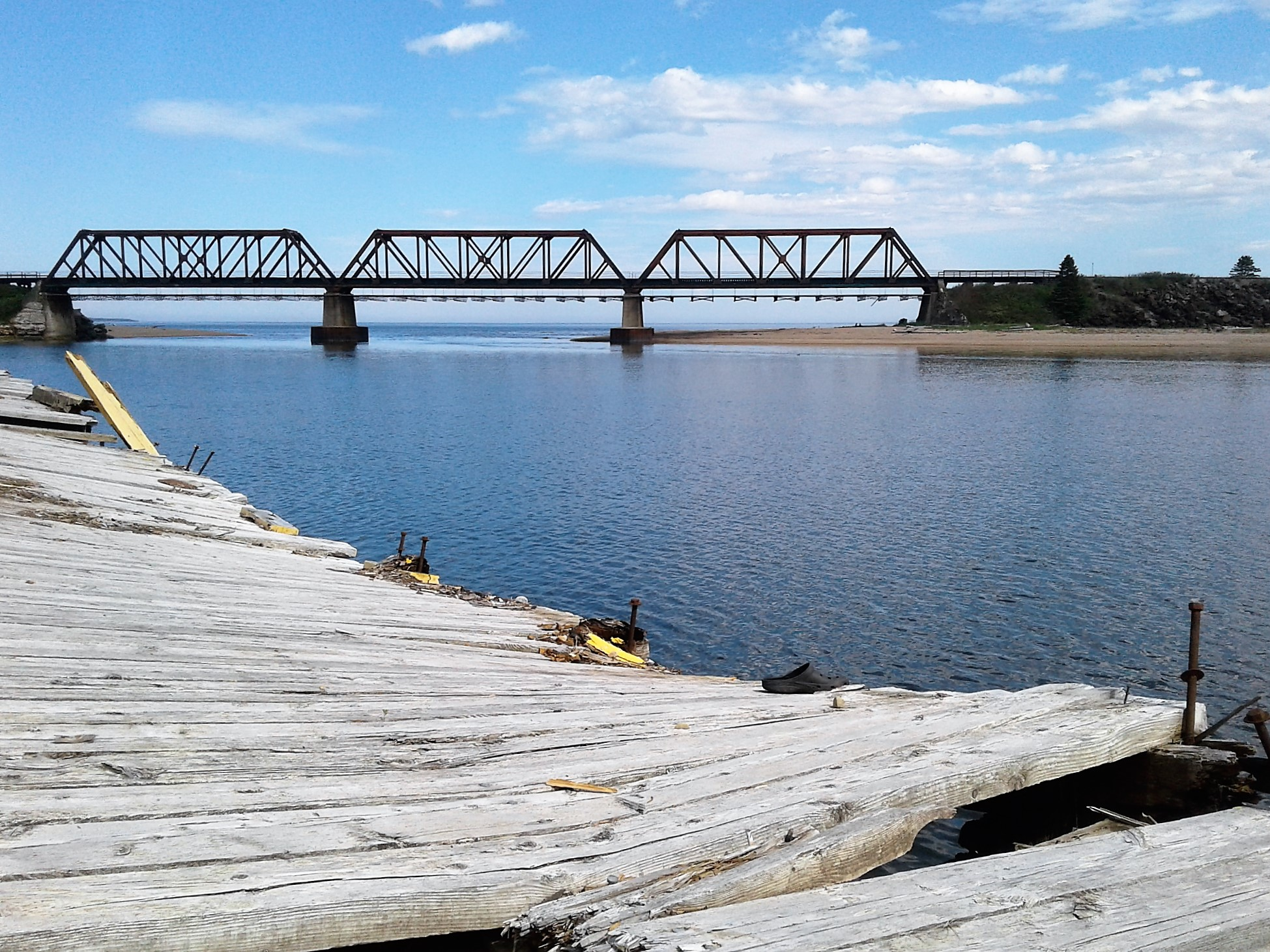
Un pont ferroviaire passe
au-dessus du goulet.

Le barachois de Malbaie s'étend sur 10 km2 de milieux aquatiques, humides et forestiers.
Il reçoit les eaux des rivières suivantes, du nord au sud :
- Rivière Malbaie
- Rivière Beattie
- Rivière du Portage
- Rivière Murphy

Le barachois, avec sa lagune et ses rivières, sert d'habitat à 25 espèces de poissons dont le saumon atlantique.
Sur le banc de sable poussent l'ammophile à ligule courte et l'élyme des sables.
Quelque 315 hectares de milieux naturels dans le barachois de Malbaie sont protégés par Conservation de la nature Canada.

## Lieux avoisinants
Plusieurs lieux avoisinant ont reçu des noms se référant à La Malbaie.
1. Rivière Malbaie, un affluent de La Malbaie
2. Saint-Georges-de-Malbaie, une municipalité, fusionnée en 1971 à la ville de Percé
3. Ruisseau Malbaie, Mont-Alexandre (Territoire non organisé)
4. Grande Malbaie, fosse à saumon, Mont-Alexandre
5. Petite Malbaie, fosse à saumon, Mont-Alexandre
6. Réserve naturelle de la Rivière-Malbaie, Percé